# Оберн Лејк Трејлс (Калифорнија)
Оберн Лејк Трејлс (енгл. Auburn Lake Trails) насељено је место без административног статуса у америчкој савезној држави Калифорнија.

## Демографија
По попису из 2010. године број становника је 3.426.
| Група             | 2000.    | 2010.         |
| Белци             | 0 (0,0%) | 3.052 (89,1%) |
| Афроамериканци    | 0 (0,0%) | 6 (0,2%)      |
| Азијати           | 0 (0,0%) | 36 (1,1%)     |
| Хиспаноамериканци | 0 (0,0%) | 208 (6,1%)    |
| Укупно            | 0        | 3.426         |